# عدالت شهری
عدالت شهری (به انگلیسی: Urban Justice) یک فیلم آمریکایی در ژانر اکشن محصول سال۲۰۰۷ به کارگردانی دان ای. فونتلروی با بازی استیون سایگال است. این فیلم در تاریخ ۱۳ نوامبر ۲۰۰۷ به صورت فیلم ویدئویی منتشر شد.

## بازیگران
- استیون سیگال در نقش سیمون بالستر
- ادی گریفن در نقش آرماند تاکر
- کارمن سرانو در نقش آلیس پارک
- کوری هارت
- لیزل کارلسن در نقش لیندا
- مریم ایوانز به عنوان ایرنه
- آل Staggs به عنوان Priest
- جید یورکر به عنوان‌گری میدلتون
- جرمین واشنگتن به عنوان رشید
- براون لوکرو به عنوان بنی
- دنی ترخو به عنوان ال چوو
- دیگو لوپز به وینستون [۱]
- گرادی مک کوردل به عنوان دوایت موریس
- برت بروک به عنوان ستاد دیده بان [۲]